# Tall Ships' Races

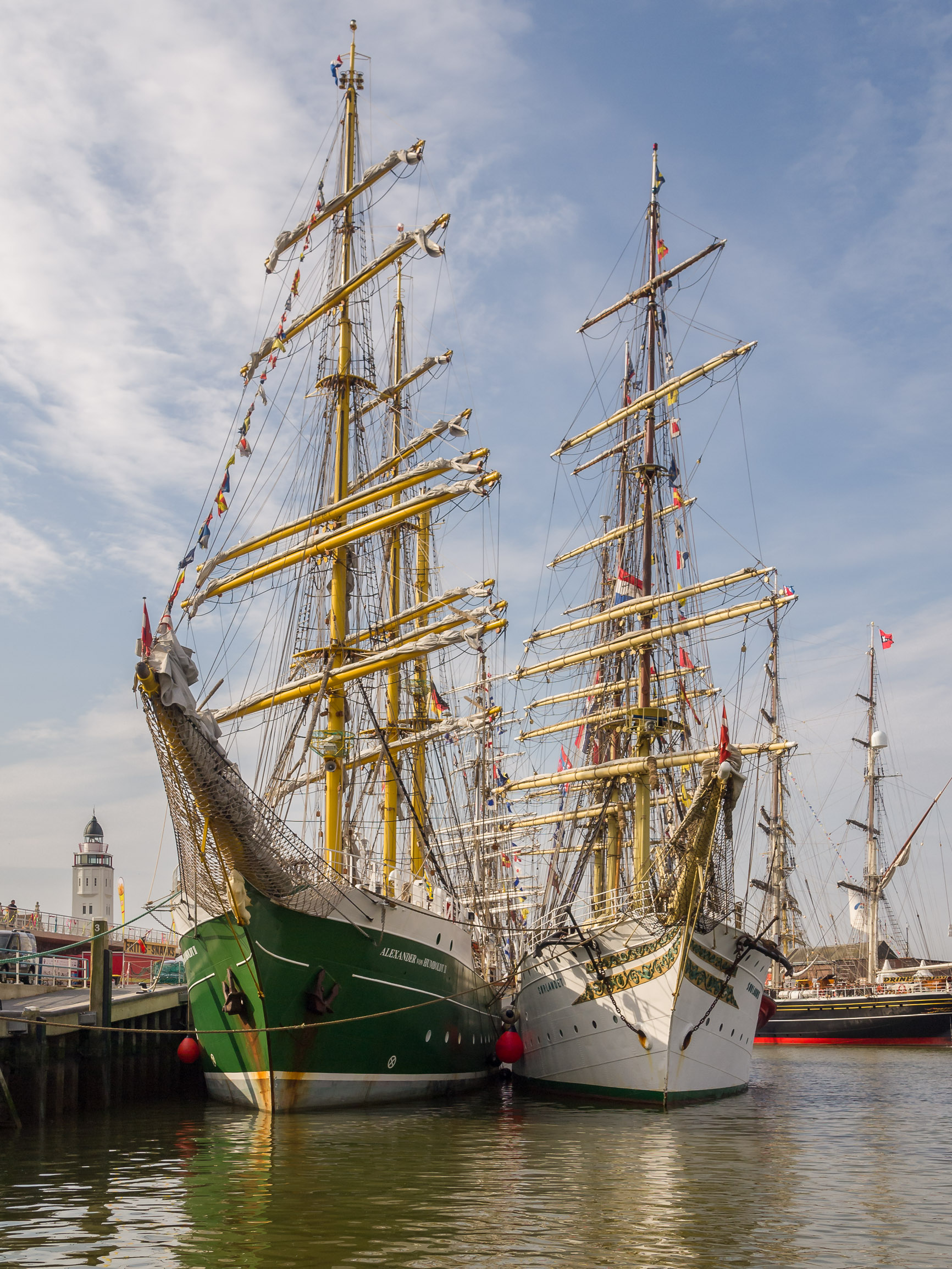
Verschillende deelnemende schepen aan de Tall Ships' Races 2014 in de haven van Harlingen

De Tall Ships' Races zijn sinds 1956 jaarlijks terugkerende evenementen waaraan talrijke tallships, zeilschepen van over de gehele wereld deelnemen. Tussen 1973 en 2003 stonden de evenementen bekend als The Cutty Sark Tall Ships Races.
Deze evenementen zijn bedoeld om jongeren onder de 25 jaar kennis te laten maken met de zee en het zeilgebeuren. Daarom is het verplicht dat de helft van de bemanning tussen de 15 en 25 jaar is. Elk zeilschip of jacht (monohull) met een lengte over de waterlijn van 9,14 meter en meer mag deelnemen indien het aan de veiligheidseisen voldoet. Tegenwoordig gaat het daarbij vaak om meer dan 100 schepen, waaronder meestal de grootste zeilschepen ter wereld. Tegenwoordig worden er meerdere races per jaar gehouden, over verschillende routes. In de gaststeden waar de schepen aanmeren worden heuse festivals georganiseerd waar geïnteresseerden de schepen kunnen bezoeken en een parade van de bemanning kunnen bekijken.

## Geschiedenis
In 1956 werd de eerste wedstrijd tussen twintig schepen georganiseerd door Bernard Morgan, een Londense jurist. De race ging van de Britse havenstad Torquay naar Lissabon. De publieke belangstelling bleek zo overweldigend, dat de organisatoren de Sail Training International Association oprichtten om ook in de volgende jaren dergelijke wedstrijden te organiseren. Sinds die tijd vinden elk jaar in steeds andere plaatsen over de wereld Tall Ships' Races plaats.
In 1992 werden er voor de eerste maal twee Tall Ships' Races gevaren. De ene vond plaats in de Oostzee, de andere stak de Atlantische Oceaan over. Ook in 2007 en 2009 vonden er twee races plaats.

## België en Nederland
In 1981 deden de Tall Ships' Races voor het eerst een Belgische haven aan. Met inbegrip van 2022 werd er reeds tijdens twaalf edities aangemeerd in België.
| - 1981 - Oostende - 1985 - Zeebrugge - 1990 - Zeebrugge - 1993 - Antwerpen - 1995 - Zeebrugge - 2001 - Antwerpen - 2004 - Antwerpen | - 2006 - Antwerpen - 2010 - Antwerpen - 2016 - Antwerpen - 2019 - Antwerpen - 2022 - Antwerpen - 2026 - Antwerpen - 2030 - Antwerpen |

Nederland werd sinds 1980 elfmaal aangedaan tijdens de Tall Ships' Races.
| - 1980 - Amsterdam - 1985 - Amsterdam - 1986 - Delfzijl - 1991 - Delfzijl - 1995 - Amsterdam - 2000 - Amsterdam | - 2008 - Den Helder - 2014 - Harlingen (Tall Ships' Races Harlingen) - 2018 - Harlingen - 2022 - Harlingen - 2023 - Den Helder |